# Pterocomma chaetosiphon
Pterocomma chaetosiphon är en insektsart som först beskrevs av Carl Julius Bernhard Börner 1940.  Pterocomma chaetosiphon ingår i släktet Pterocomma och familjen långrörsbladlöss. Inga underarter finns listade i Catalogue of Life.